# Mercedes-Benz L 6500
Le Mercedes-Benz L 6500 est un camion lourd de Mercedes-Benz qui a été construit à l'usine Mercedes-Benz de Gaggenau de 1935 à 1940. Le véhicule a subi un lifting en 1938, dans lequel la cabine de conduite a été remplacée par une cabine de conduite en tôle d'acier. Les véhicules spécialement construits pour la Wehrmacht avaient la cabine de conduite standard de la Wehrmacht.

## Technologie

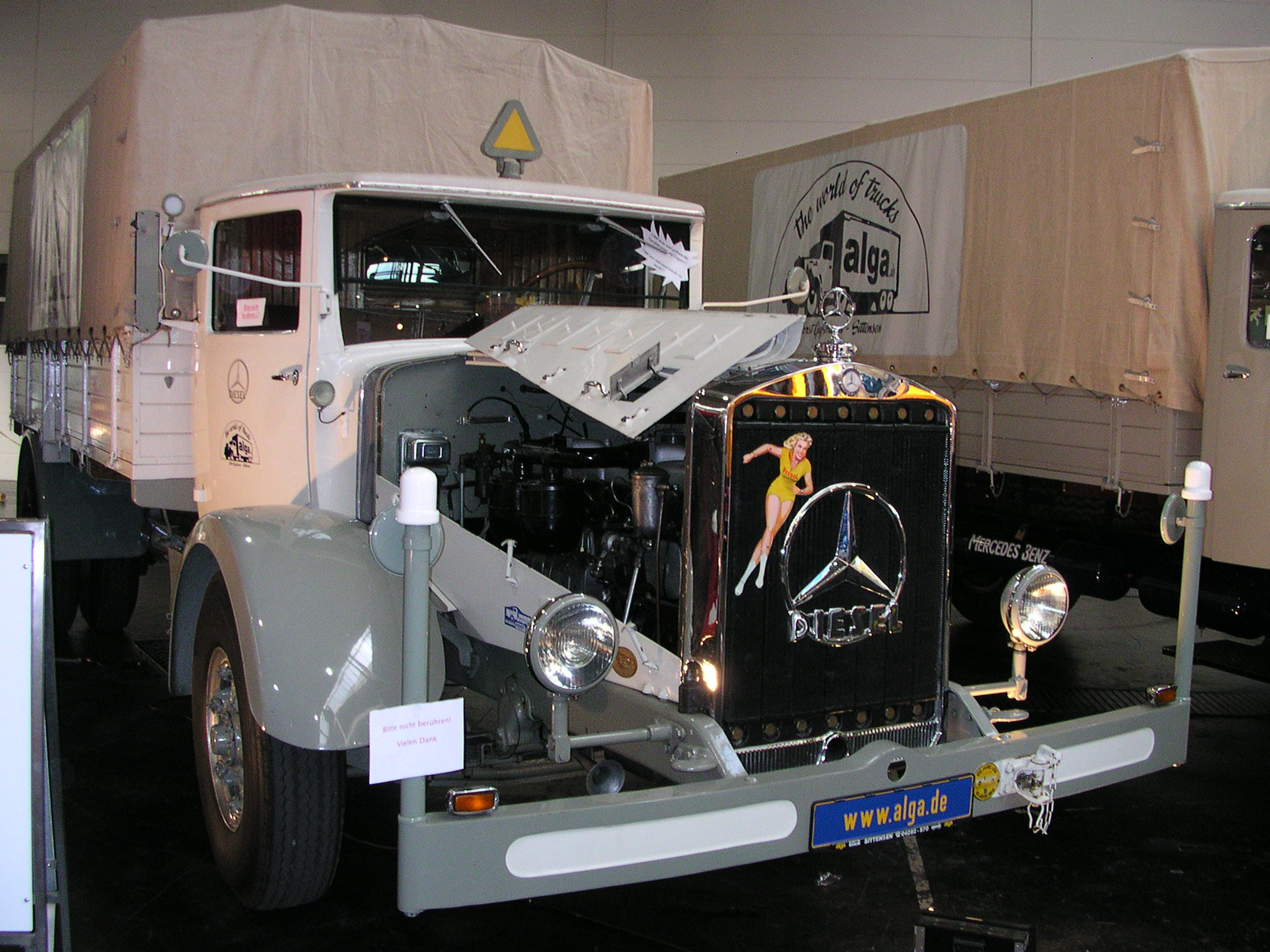
L 6500 de 1936, ancienne cabine de conduite, avec le capot ouvert.

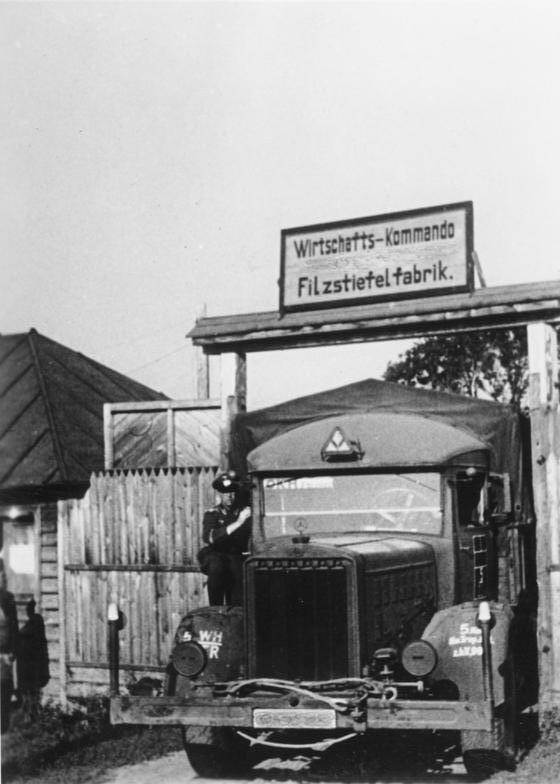
Mercedes-Benz L 6500, modèle de la Wehrmacht

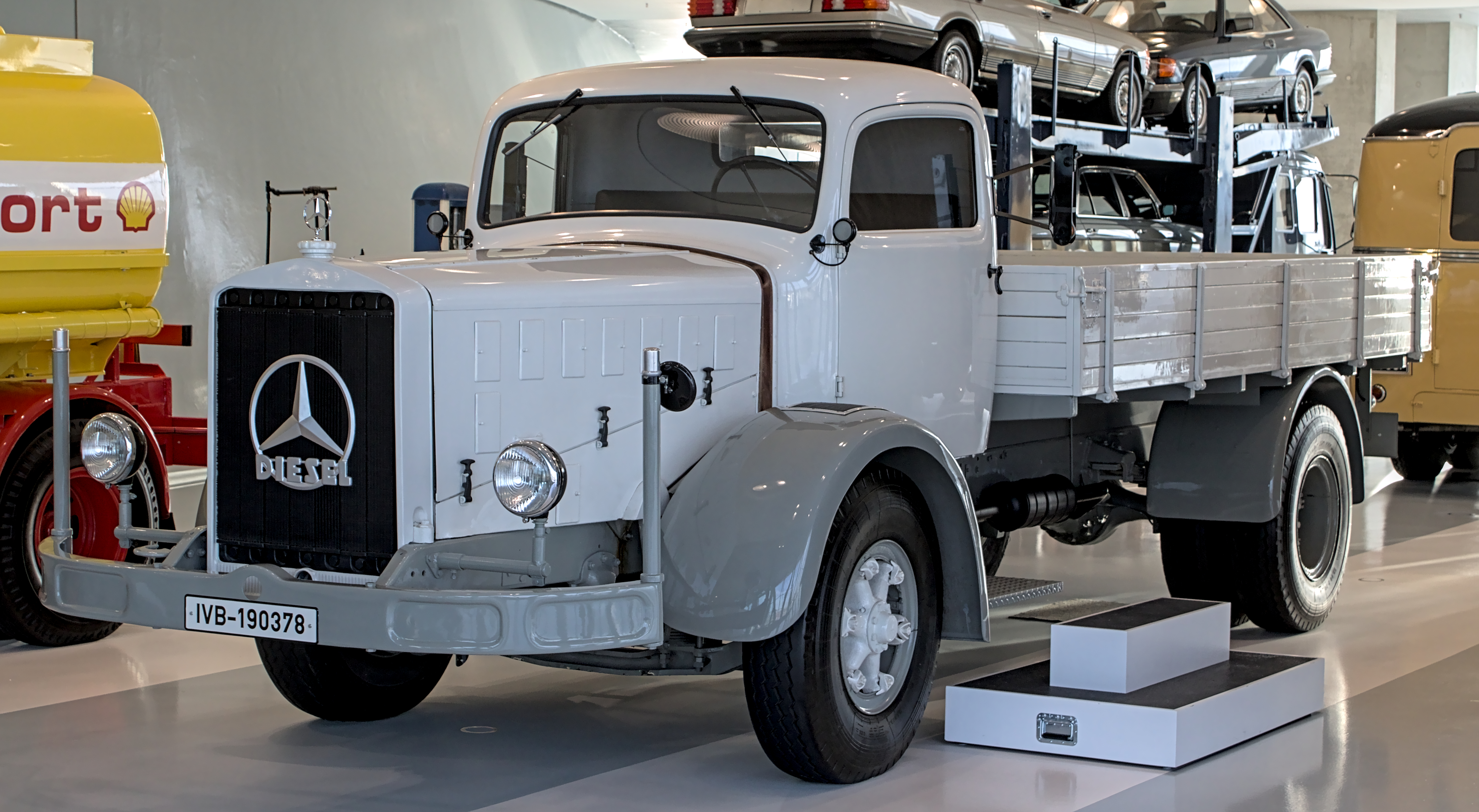
Mercedes-Benz L 6500

Le L 6500 est un camion à deux essieux et dispose d'un châssis en échelle à profil en U avec des essieux rigides à l'avant et à l'arrière. Les essieux sont suspendus sur des demi-ressorts, l'essieu avant a des pneus simples, tandis que l'essieu arrière a des pneus jumelés. Les pneus sont de taille 12-22. Il est dirigé par un système de direction ZF Ross. Toutes les roues équipées de jantes Trilex sont équipées de freins à tambour à sabot intérieur et à commande hydraulique avec assistance pneumatique (servo-frein). Le frein à main agit sur la transmission. La puissance est transmise du moteur à la boîte de vitesses à quatre rapports avec un rapport supplémentaire via un embrayage à sec multidisque. Le L 6500 n'est disponible qu'avec une propulsion arrière.
Le moteur utilisé est l'OM 57 de Mercedes-Benz. Il s'agit d'un moteur Diesel six cylindres en ligne OHV à préchambre avec refroidissement à eau et commande de soupape en tête, qui a une cylindrée de 12 517 cm³. L'arbre à cames est entraîné par un vilebrequin à sept paliers via des engrenages droits. Le carburant est injecté dans la préchambre par une pompe à injection Bosch. Les véhicules de la Wehrmacht avaient un moteur étranglé.